# علاج لاإرادي

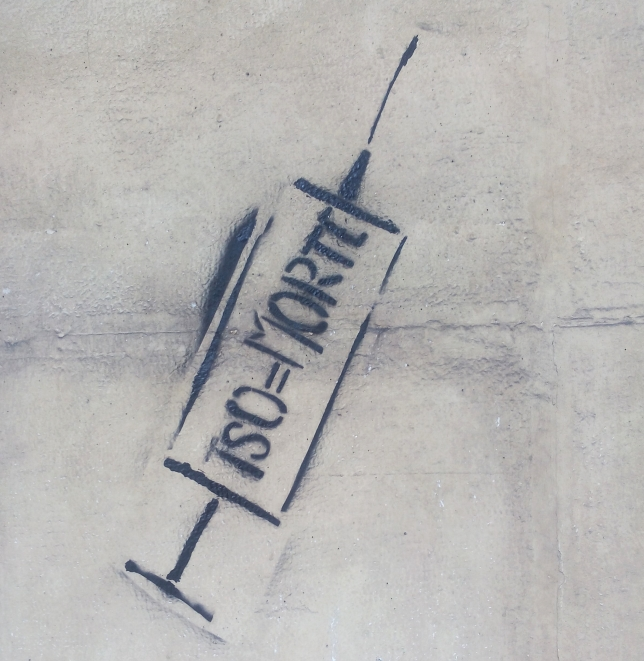

يضطلع العلاج اللا إرادي عادةً بناء على طلب من أفراد الأسرة التحالف الوطني للأمراض العقلية (نامي) والجمعية الأمريكية للطب النفسي من المنظمات الرئيسية الداعمة للعلاج اللا إرادي أكبر داعم للعلاج اللا إرادي في الولايات المتحدة هو مركز علاج الدعوة.
 نشطاء الحقوق المدنية والإنسانية، والجماعات المناقضة للطب النفسي، وأعضاء من الناجين من الأمراض النفسية، تعارض العلاج اللا إرادي بقوة لأسباب تتعلق بحقوق الإنسان أيضا، النقاد يعارضون العلاج اللا إرادي بسبب إمكانية كبيرة لآثار جانبية معتدلة وشديدة تؤدي ألى ت لَف في هيكل الدماغ  وبسبب تركيزها على استخدام العلاج الكيميائي بدلاً من التمارين أو التدريبات التي تهدف إلى تحقيق الصحة النفسية النقاد، مثلاتحاد الحريات المدنية في نيويورك، قد استنكروا التحيزات العرقية والاجتماعية الاقتصادية القوية في أوامر العلاج اللا إرادي. 
كنيسة السيانتولوجيا أيضا تعارض العلاج اللا إرادي بقوة في الولايات المتحدة، صدرت أحكام قانونية قضت على الحق القانوني للعلاج اللا إرادي للمريض أو السجين في الحالات الغير الطارئة، ابتداء من عام 1975 مع دونالدسون، و ريني عام 1978، ووروجرز في عام 1979.

## قانون الصحة العقلية
جميع الولايات في الولايات المتحدة إلا أربع تسمح بتطبيق شكل من أشكال العلاج اللا إرادي لفترات قصيرة من الزمن وفي ظروف طارئة، على الرغم من أن المعايير تختلف. منذ أواخر التسعينات، فإن عددا متزايدا من الدول اعتمدوا قوانين العلاج اللا إرادي في العيادات الخارجية.
 في إطار الالتزام بمساعدةالمرضى الخارجيين، يمكن للمرضى المعالجين لا إراديا العيش خارج مستشفى الأمراض النفسية، وأحيانا تحت شروط صارمة ويشمل ذلك تقديم التقارير إلى المواعيد النفسية الإلزامية، وأيضاً أخذ العقاقير النفسية في حال وجود فريق التمريض، وتثبيت الدواء لمستويات الدم. اثنين وأربعين دولة تسمح في الوقت الحاضر للعلاج اللا إرادي في العيادات الخارجية.

## تأثيرات العلاج اللا إرادي
في مراجعة لعدد حالات المرضى المقبولين في المستشفى الذي تم علاجهم علاج لا إرادي، تبين أن ما يصل إلى 48٪ من أفراد العينة غير متقبلين لعلاجهم على الرغم من أغلبية صغيرة من الناس اتفقوا بأن العلاج اللا إرادي كان في مصلحتهم، بقليل من أو انعدام التقدير للأشخاص الذين لم يوافقوا على العلاج المعطى لهم. وتشير التقارير المتواترة من المعارضين للعلاج اللا إرادي أن العلاج اللا إرادي له تأثيرات واسعة النطاق، مدمرة، ودائمة. وابطلت هذه الادعاءات من قبل الدراسات التي اجراها مناصرين العلاج اللاإرادي ومن ضمنهم مركز علاج الدعوة. ومع ذلك، ألقت دراسات أخرى الشك على فعالية العلاج اللا إرادي.